# Boronia splendida
Boronia splendida är en vinruteväxtart som beskrevs av M. F. Duretto. Boronia splendida ingår i släktet Boronia och familjen vinruteväxter. Inga underarter finns listade i Catalogue of Life.